# Мерданя
Мерданя е село в Северна България. Разположено е в полите на Стара планина, в областта на Еленския Балкан. През него минава главен път Е53. Намира се на 16 km от гр. Велико Търново и на 7 km от гр. Лясковец. Кмет на селото от 2024 г. е Ваньо Ганев. 

## История
Мерданя е много старо селище. За това свидетелстват археологическите находки, които се съхраняваха в училищния музей. Част от тях са свързани с траките от племето кробизи, живели по тези земи. От тези времена в землището на Мерданя има три почти унищожени селищни могили. Едната е в близост до чешмата Мочура, известна като Дайча, другата е в местността Керената (Черковиното), и третата – в местността Дрисля. В тези могили са открити находки от неолита и халколита – глинена лампа, тежести за стан, меден меч и от по-късни времена – келтски шлем. През землището е преминавал римският път от юг на север Via Vita (Пътя на живота). Над сегашното село на хълма Манастирска гора се е намирала римска наблюдателна кула и пътна станция.

## Население
Численост на населението според преброяванията през годините:
| \| Година на преброяване \| Численост \| \| --------------------- \| --------- \| \| 1934 \| 1712 \| \| 1946 \| 1776 \| \| 1956 \| 1647 \| \| 1965 \| 1495 \| \| 1975 \| 1305 \| \| 1985 \| 1060 \| \| 1992 \| 860 \| \| 2001 \| 709 \| \| 2011 \| 591 \| \| 2021 \| 586 \| |           |
| Година на преброяване | Численост |
| 1934 | 1712      |
| 1946 | 1776      |
| 1956 | 1647      |
| 1965 | 1495      |
| 1975 | 1305      |
| 1985 | 1060      |
| 1992 | 860       |
| 2001 | 709       |
| 2011 | 591       |
| 2021 | 586       |

### Етнически състав
Преброяване на населението през 2011 г.
Численост и дял на етническите групи според преброяването на населението през 2011 г.:
|                     | Численост | Дял (в %) |
| Общо                | 591       | 100.00    |
| Българи             | 572       | 96.78     |
| Турци               | 5         | 0.84      |
| Цигани              | 0         | 0.00      |
| Други               |           |           |
| Не се самоопределят |           |           |
| Неотговорили        | 13        | 2.19      |

## Културни и природни забележителности
Мерданският манастир „Св. 40 мъченици“ се намира във Великотърновската епархия. Разположен е на Търновските височини на Средна Стара планина, на около 14 km югоизточно от Велико Търново, в западния край на село Мерданя. 
Според легендата, манастирът е основан на мястото, където търновският патриарх Йоаникий II посреща тържествено цар Иван Асен II след победата му при Клокотница, станала в деня на празника на св. 40 мъченици Севастийски. Новопостроеният манастир е на достъпно място в края на село Мерданя, а т.нар. стар манастир, който е построен първи след победата на цар Иван Асен ІІ, се намира в близкия лес в местността Ушите. При завладяването на България от Османската империя този манастир е бил разрушен, а имотите му са минали в ръцете на турски бейове. Манастирът е бил опожарен заедно със заключените в него монаси. Турските войски запалват селското светилище, за да покажат на селяните мощта си. От стария манастир са останали едва забележими руини. Манастирският комплекс е обявен за паметник на културата.
В средата на XIX век богатият еленчанин хаджи Кесарий Хорозов изкупува бившите манастирски имоти. През 1853 г. построява църквата и жилищните сгради със собствени средства и става игумен на новооткрития манастир. Църквата е еднокорабна, едноапсидна сграда с 2 конхи, с притвор и купол върху висок барабан. След смъртта на хаджи Кесарий през 1893 г. повечето от монасите напуснали манастира, който постепенно западнал.
Манастирът е действащ девически манастир. Храмовият празник е на 9 март.

## Редовни събития
- Празник на Мерданя – 26 октомври, Димитровден – храмов празник на местната църква
- Годишен фестивал „Хайдушка песен“